# Canoagem nos Jogos Olímpicos de Verão de 2024 - K-4 500 m masculino
A competição do K-4 500 m masculino da canoagem de velocidade nos Jogos Olímpicos de Verão de 2024 foi realizada no Estádio Náutico de Vaires-sur-Marne, na Ilha de França, em 6 e 8 de agosto de 2024. Um total de 44 canoístas de 11 Comitês Olímpicos Nacionais (CON) participaram do evento.

## Qualificação
Cada CON poderia qualificar apenas um barco no K-4 500 metros masculino. Um total de 11 vagas estavam disponíveis, alocadas através do Campeonato Mundial de Canoagem de Velocidade de 2023, torneios continentais (uma cada para Ásia, África, Europa, Américas e Oceania), além de vagas por realocação, universalidade ou convite.
As vagas de qualificação foram concedidas ao CON, não necessariamente aos canoístas que obtiveram as vagas.

## Formato
A canoagem de velocidade utiliza um formato de quatro fases para eventos com pelo menos 11 barcos, com eliminatórias, quartas de final, semifinais e finais. Os detalhes para cada fase dependem de quantos barcos estejam inscritos para a competição.
O percurso é um trajeto de águas tranquilas com 9 metros de largura. O nome do evento descreve o formato particular da canoagem de velocidade. O formato "K" significa um caiaque (do inglês kayak), na qual o canoísta fica sentado e utiliza dois remos e tem um leme operado pelo pé (em oposição a canoa, em que o canoísta fica ajoelhado e utiliza um único remo para remar e dirigir). O "4" é o número de canoístas em cada barco. Os "500 metros" são a distância da prova.

## Calendário
Horário local (UTC+2)
| Dia         | Horário | Fase             |
| ----------- | ------- | ---------------- |
| 6 de agosto | 9:30    | Eliminatórias    |
| 6 de agosto | 13:10   | Quartas de final |
| 8 de agosto | 11:50   | Semifinais       |
| 8 de agosto | 13:50   | Finais           |

## Medalhistas
|  | GER Alemanha                                              |  | AUS Austrália                                                           |  | ESP Espanha                                                      |
|  | Max Rendschmidt Jacob Schopf Tom Liebscher-Lucz Max Lemke |  | Riley Fitzsimmons Pierre van der Westhuyzen Jackson Collins Noah Havard |  | Saúl Craviotto Carlos Arévalo Marcus Cooper Walz Rodrigo Germade |

## Resultados

### Eliminatórias
Os dois primeiros barcos em cada bateria avançam diretamente para as semifinais e os restantes para as quartas de final.
Bateria 1
| Pos. | Raia | Canoístas                                                               | CON           | Tempo   | Notas |
| ---- | ---- | ----------------------------------------------------------------------- | ------------- | ------- | ----- |
| 1    | 3    | Anđelo Džombeta Marko Novaković Marko Dragosavljević Vladimir Torubarov | SRB Sérvia    | 1:20.99 | SF    |
| 2    | 5    | Bence Nádas Kolos Csizmadia István Kuli Sándor Tótka                    | HUN Hungria   | 1:21.18 | SF    |
| 3    | 7    | Simonas Maldonis Mindaugas Maldonis Ignas Navakauskas Artūras Seja      | LTU Lituânia  | 1:21.51 | QF    |
| 4    | 6    | Oleh Kukharyk Dmytro Danylenko Ihor Trunov Ivan Semykin                 | UKR Ucrânia   | 1:21.55 | QF    |
| 5    | 2    | Nicholas Matveev Pierre-Luc Poulin Laurent Lavigne Simon McTavish       | CAN Canadá    | 1:22.84 | QF    |
| 6    | 4    | Victor Gairy Aasmul Lasse Bro Madsen Morten Gravesen Magnus Sibbersen   | DEN Dinamarca | 1:22.98 | QF    |

Bateria 2
| Pos. | Raia | Canoístas                                                               | CON               | Tempo   | Notas  |
| ---- | ---- | ----------------------------------------------------------------------- | ----------------- | ------- | ------ |
| 1    | 5    | Max Rendschmidt Jacob Schopf Tom Liebscher-Lucz Max Lemke               | GER Alemanha      | 1:20.51 | OB, SF |
| 2    | 4    | Saúl Craviotto Carlos Arévalo Marcus Cooper Walz Rodrigo Germade        | ESP Espanha       | 1:20.60 | SF     |
| 3    | 3    | Riley Fitzsimmons Pierre van der Westhuyzen Jackson Collins Noah Havard | AUS Austrália     | 1:22.28 | QF     |
| 4    | 7    | Max Brown Grant Clancy Kurtis Imrie Hamish Legarth                      | NZL Nova Zelândia | 1:23.26 | QF     |
| 5    | 6    | Bu Tingkai Wang Congkang Zhang Dong Dong Yi                             | CHN China         | 1:25.00 | QF     |

### Quartas de final
Os seis primeiros barcos avançam para as semifinais; o último colocado é eliminado.
| Pos. | Raia | Canoístas                                                               | CON               | Tempo   | Notas  |
| ---- | ---- | ----------------------------------------------------------------------- | ----------------- | ------- | ------ |
| 1    | 2    | Riley Fitzsimmons Pierre van der Westhuyzen Jackson Collins Noah Havard | AUS Austrália     | 1:19.39 | OB, SF |
| 2    | 5    | Max Brown Grant Clancy Kurtis Imrie Hamish Legarth                      | NZL Nova Zelândia | 1:20.56 | SF     |
| 3    | 3    | Victor Gairy Aasmul Lasse Bro Madsen Morten Gravesen Magnus Sibbersen   | DEN Dinamarca     | 1:20.56 | SF     |
| 4    | 7    | Nicholas Matveev Pierre-Luc Poulin Laurent Lavigne Simon McTavish       | CAN Canadá        | 1:20.65 | SF     |
| 5    | 4    | Oleh Kukharyk Dmytro Danylenko Ihor Trunov Ivan Semykin                 | UKR Ucrânia       | 1:20.94 | SF     |
| 6    | 6    | Simonas Maldonis Mindaugas Maldonis Ignas Navakauskas Artūras Seja      | LTU Lituânia      | 1:21.09 | SF     |
| 7    | 1    | Bu Tingkai Wang Congkang Zhang Dong Dong Yi                             | CHN China         | 1:21.31 |        |

### Semifinais
Os quatro primeiros barcos em cada bateria avançam para a final; os restantes são eliminados.
Semifinal 1
| Pos. | Raia | Canoístas                                                               | CON           | Tempo   | Notas  |
| ---- | ---- | ----------------------------------------------------------------------- | ------------- | ------- | ------ |
| 1    | 3    | Riley Fitzsimmons Pierre van der Westhuyzen Jackson Collins Noah Havard | AUS Austrália | 1:19.22 | OB, FA |
| 2    | 5    | Anđelo Džombeta Marko Novaković Marko Dragosavljević Vladimir Torubarov | SRB Sérvia    | 1:19.91 | FA     |
| 3    | 4    | Saúl Craviotto Carlos Arévalo Marcus Cooper Walz Rodrigo Germade        | ESP Espanha   | 1:19.98 | FA     |
| 4    | 2    | Oleh Kukharyk Dmytro Danylenko Ihor Trunov Ivan Semykin                 | UKR Ucrânia   | 1:20.67 | FA     |
| 5    | 6    | Nicholas Matveev Pierre-Luc Poulin Laurent Lavigne Simon McTavish       | CAN Canadá    | 1:20.70 |        |

Semifinal 2
| Pos. | Raia | Canoístas                                                             | CON               | Tempo   | Notas |
| ---- | ---- | --------------------------------------------------------------------- | ----------------- | ------- | ----- |
| 1    | 5    | Max Rendschmidt Jacob Schopf Tom Liebscher-Lucz Max Lemke             | GER Alemanha      | 1:20.57 | FA    |
| 2    | 4    | Bence Nádas Kolos Csizmadia István Kuli Sándor Tótka                  | HUN Hungria       | 1:21.07 | FA    |
| 3    | 2    | Simonas Maldonis Mindaugas Maldonis Ignas Navakauskas Artūras Seja    | LTU Lituânia      | 1:21.27 | FA    |
| 4    | 3    | Max Brown Grant Clancy Kurtis Imrie Hamish Legarth                    | NZL Nova Zelândia | 1:21.73 | FA    |
| 5    | 6    | Victor Gairy Aasmul Lasse Bro Madsen Morten Gravesen Magnus Sibbersen | DEN Dinamarca     | 1:21.88 |       |

### Final
Os barcos nas primeiras colocações conquistam as medalhas.
| Pos.              | Raia | Canoístas                                                               | CON               | Tempo   | Notas |
| ----------------- | ---- | ----------------------------------------------------------------------- | ----------------- | ------- | ----- |
| Medalha de ouro   | 4    | Max Rendschmidt Jacob Schopf Tom Liebscher-Lucz Max Lemke               | GER Alemanha      | 1:19.80 |       |
| Medalha de prata  | 5    | Riley Fitzsimmons Pierre van der Westhuyzen Jackson Collins Noah Havard | AUS Austrália     | 1:19.84 |       |
| Medalha de bronze | 7    | Saúl Craviotto Carlos Arévalo Marcus Cooper Walz Rodrigo Germade        | ESP Espanha       | 1:20.05 |       |
| 4                 | 1    | Oleh Kukharyk Dmytro Danylenko Ihor Trunov Ivan Semykin                 | UKR Ucrânia       | 1:21.01 |       |
| 5                 | 2    | Simonas Maldonis Mindaugas Maldonis Ignas Navakauskas Artūras Seja      | LTU Lituânia      | 1:21.13 |       |
| 6                 | 3    | Anđelo Džombeta Marko Novaković Marko Dragosavljević Vladimir Torubarov | SRB Sérvia        | 1:21.52 |       |
| 7                 | 6    | Bence Nádas Kolos Csizmadia István Kuli Sándor Tótka                    | HUN Hungria       | 1:21.99 |       |
| 8                 | 8    | Max Brown Grant Clancy Kurtis Imrie Hamish Legarth                      | NZL Nova Zelândia | 1:22.19 |       |